# Alhambra IT
Alhambra IT es una compañía de origen español que ofrece soluciones y servicios IT y que forma parte del Grupo francés Prologue, sociedad que cotiza en el mercado Euronext Growth de París. Tiene sede en Madrid y delegaciones en Albacete y Valladolid. Además, a través de Prologue conforma un grupo empresarial con presencia en Europa, Latinoamérica y Estados Unidos.

## Historia
Alhambra IT (Alhambra Systems, S.A.) nace en 1992 y ha ido evolucionando a través de la integración de distintas compañías relacionadas con los sectores de servicios y soluciones IT. En el año 2000, Alhambra IT se integra en el grupo francés Prologue, especializado en el desarrollo e integración de soluciones destinadas a la gestión empresarial.
En el año 2002, Alhambra adquiere la empresa española Grupo Eidos Consultoría Informática y la integra al 100% en la compañía, conformando la marca Alhambra-Eidos. Más adelante, en 2012, adquiere la empresa Imecom Group Inc de origen estadounidense y especializada en el desarrollo de software de servidor de fax empresarial y soluciones de entrega electrónica de documentos en todo el mundo. Completa esta fase de integraciones en 2015, cuando adquiere la empresa española Software Ingenieros y la integra igualmente en el grupo.
En el año 2015, el grupo francés O2i, que incluye entre otras a M2i Formation (compañía francesa con presencia internacional que ofrece servicios de formación a empresas) se fusiona con el grupo Prologue. En 2019, el área de Formación TIC de Alhambra se integra en M2i y surge M2i Formación España, que pasa a formar parte del grupo empresarial.
También en 2019, Alhambra participa de la empresa Onecyber, especializada en servicios avanzados de ciberseguridad en el archipiélago canario y norte de África, junto a otras organizaciones.
En 2019 la compañía realiza un cambio de marca, pasando a denominarse comercialmente y a nivel corporativo como Alhambra IT.
En el año 2020 se crea Anhela IT, una compañía participada por Alhambra IT y orientada al desarrollo de soluciones de software, investigación e integración para la Administración Pública.

## Adquisición, integración y participaciones
| Fecha | Acción        | Empresa              | País           |
| 2000  | Integración   | Prologue             | Francia        |
| 2002  | Adquisición   | Grupo Eidos          | España         |
| 2012  | Adquisición   | Imecom Group Inc     | Estados Unidos |
| 2015  | Adquisición   | Software Ingenieros  | España         |
| 2015  | Integración   | O2i y M2i Formation  | Francia        |
| 2019  | Participación | M2i Formación España | España         |
| 2019  | Participación | OneCyber             | España         |
| 2020  | Participación | Anhela               | España         |

## Servicios/Líneas de trabajo
Las líneas de trabajo de Alhambra IT dan atención personalizada a los clientes (medianas y grandes organizaciones) en las áreas de proyectos tecnológicos, servicios gestionados, cloud y multicloud, ciberseguridad, servicios de operador (voz y datos), desarrollo de software, inteligencia artificial, consultoría, y formación y son ofrecidos de forma directa por más de 500 profesionales de las distintas áreas que la compañía tiene en España.
- Alhambra Cloud: Alhambra Cloud es una plataforma de servicios en la nube desarrollada y gestionada por Alhambra IT, alojada exclusivamente en centros de datos ubicados en España. La plataforma permite la integración con entornos físicos y soluciones multicloud.
- Ciberseguridad (OneseQ): área de ciberseguridad con Centro de Operaciones de Seguridad (SOC) propio, centrada en la prevención, detección, respuesta y recuperación ante ciberamenazas.
- Inteligencia Artificial: servicios de IA en el ámbito sanitario a través de Alhambra Health. Una de sus herramientas es Rosetta, basada en procesamiento de lenguaje natural, para extraer y estructurar información de historiales clínicos.[10]
- Desarrollo: ofrece servicios para facilitar la gestión y análisis de información mediante la integración de datos y procesos empresariales.
- Operador: Alhambra IT es Operador IP desde el año 2006 (registrado en la CNMC) y ofrece implantación de soluciones SDWAN Multi-Operador.
- Infraestructuras: integración de infraestructuras de sistemas, almacenamiento, redes y comunicaciones.
- Consultoría Tecnológica: abarca también la gestión de servicios y proyectos de TI, gestión de seguridad, gobierno corporativo y outsourcing.
- Innovación: a través de su área de I+D+i, ha desarrollado proyectos de investigación en tecnologías punteras como blockchain y software cuántico.
- Formación a medida: a través de M2i Formación España ofrece formación empresarial a medida en IT, Digital, IA, Management y Habilidades.

Alhambra IT también ofrece soluciones y servicios gestionados basados en tecnologías de fabricantes del sector, en base a acuerdos partnert, colaboraciones y certificaciones con compañías como Fortinet, Cohesity, Dell, Cisco, Microsoft, VMware (by Broadcom), Pentera, Arexdata, Sophos y 3CX, entre otras.

## Premios y reconocimientos
Alhambra IT ha recibido premios en diferentes ámbitos empresariales por parte de instituciones públicas y privadas:
- Cohesity Partner of the Year (2025) [11] [12]
- Meraki Partner of the Year: Cisco (2025)
- I Premios Top Madrid (La Razón): Premio Partner IT 2025 [13]
- Fortinet Partner SYNC Madrid: Premio Top Mid Enterprise Partner 2024 [14]
- Premio ASLAN AA.PP.: Mejor proyecto de Inteligencia Artificial por el Hospital Universitario Puerta de Hierro de Majadahonda y Mejor proyecto de Ciberseguridad en Ayuntamientos por el Ayuntamiento de Torrejón de Ardoz (2024).[15] [16]
- Premio Veritas Technologies: Partner del año para España (2024).
- Premios Comunicaciones Hoy: Mejor Proyecto de Salud por el Hospital Universitario Puerta de Hierro de Majadahonda y Mejor Proyecto Social de Innovación IT por Asociación Contra el Cáncer (2024). [17] [18]
- Premio Comunicaciones Hoy: Mejor proyecto de Inteligencia Artificial por el Hospital General la Mancha Centro (2023). [19]
- Premio ASLAN AA.PP.: Mejor proyecto de IA a SIDAE por el Ministerio de Defensa (2020). [20] [21]
- Premio ASLAN AA.PP.: Mejor proyecto de Gestión Eficiente a SIDAE por el Ministerio de Defensa (2019). [22] [23]
- Premio ASLAN AA.PP.: Mejor proyecto de Administración Electrónica sobre Cloud por OAPGT (2014). [24]
- Premio VoIP2Day: Mejor caso de éxito por Grupo Massa (2013).
- Premio Especial Contact Center de Satisfacción del cliente (2010).
- Premio Intéritis-Asimilec a Mejor empresa del año (2006).
- Premio Cisco a Partner del año – Innovación VoIP (2003).
- Premio Microsoft por Mejor Atención al Cliente (1999).

## Certificaciones
Alhambra IT cuenta con certificaciones auditadas anualmente por firmas independientes en relación a sus actividades:
- ISO 27701: Sistemas de gestión de Privacidad de la Información.
- ISO 27018: Sistema de Gestión de Datos Personales en Servicios Cloud.
- ISO 27001: Sistema de Gestión de la Seguridad de la Información.
- ENS: Esquema Nacional de Seguridad (Categoría Alta).
- ISO 22301: Sistema de Gestión de la Continuidad de Negocio.
- ISO 20001: Sistema de Gestión de Servicios.
- ISO 14001: Sistema de Gestión Ambiental.
- ISO 9001: Sistema de Gestión de Calidad.
- CMMI (N3): Calidad en el Desarrollo de Software.